# Хавзипашини конаци
Хавзипашините конаци (на македонска литературна норма: Хавзипашини конаци) е комплекс от възрожденски сгради в скопското село Бардовци, Северна Македония, обявени за паметник на културата.

## История
Чифликът на Хавзи паша Скопски е изграден в периода от 1830 до 1845 година. Строителството и декорацията на конаците е ръководено от Петър Филипов. Комплексът има три сгради, оградени с каменен зид, подсилен с осем отбранителни кули. В средния двор е селямлъкът за мъжете, на източната страна е харемлъкът за жените, където е и кухнята и има и сграда за прислугата. Между двата конака е оръжейната, в която се е пазело и богатството, и до която се стига по дървен мот. В крайния дял са конюшните и други стопански помещения. Двата конака са симетрични с приземие и кат. Вътрешността е декорирана с рисунки по стените и резбовани тавани. Съгласно съставена от Янко Кузманов животописна бележка, Макрий Негриев „декорирал (рязал таваните и др.) в прочутите конаци на Хамзи паша в село Бардовци, до Скопие, и от благодарност бил надарен от пашата с турски махмудии, кон и място на пазара в Скопие.“
В 2009 година Министерството на културата започва проект за реставрация на конаците и в тях е разположен Националният филмов фонд на Кинотеката на Македония.

## Галерия
- Конаците в 1944 г.
- Конаците в 1944 г.